# Horses
Horses (с англ. — «Кони») — дебютный студийный альбом американской певицы Патти Смит, выпущенный 10 ноября 1975 года на лейбле Arista Records. Считается одной из ключевых записей нью-йоркской панк-сцены 70-х годов; во многом оказал влияние на развитие стиля в целом. В 2003 году он был включён в список 500 величайших альбомов всех времён по версии журнала Rolling Stone под номером 44.

## Запись и выпуск
Патти Смит и её гитарист Ленни Кей начали выступать вместе около 1974 года; позднее к ним присоединились ударник Джей Ди Доэрти, второй гитарист Иван Крал и пианист Ричард Сол. Первый сингл группы, «Hey Joe/Piss Factory», был выпущен ими самостоятельно в 1974 году при поддержке Сэма Уэгстаффа и, ко всеобщему удивлению, пользовался определённой популярностью. В 1975 году Patti Smith Group была подписана на Arista Records. Horses, записанный на Electric Lady Studios с продюсером Джоном Кейлом (экс-Velvet Underground, сотрудничал до этого как продюсер с The Stooges и The Modern Lovers), вышел 13 декабря того же года; в записи пластинки приняли также участие Том Верлен (Television) и Аллен Ланьер, клавишник Blue Öyster Cult и тогдашний любовник Смит. На обложке альбома был размещён ставший знаменитым снимок певицы, сделанный её близким другом, фотографом Робертом Мэпплторпом. В 1976 году альбом вошёл в Billboard 200 и в какой-то момент достиг 47-го места, однако у широкой публики «хитом» он так и не стал, хотя и был высоко оценён критиками.

## Стиль и тематика
На момент выхода пластинки Patti Smith Group являлись одним из заметнейших коллективов на прото-панковой сцене Нью-Йорка, к которой принадлежали также такие исполнители, как Blondie, Television и Ramones. Влияние минималистичной, но энергичной музыки последних ощутимо на многих песнях с альбома, особенно на открывающем треке «Gloria» — радикальным кавером на песню группы Them, который начинается знаменитыми словами: «Иисус умер за чьи-то грехи, но не за мои» (из поэмы Смит «Богохульство»). Патти Смит начала свою карьеру на андеграундной сцене как поэтесса-перфомансистка, и на Horses тексты по-прежнему исполняют едва ли не главенствующую роль. В «Land (Of Thousand Dances)», базированной на одноимённой песне Cannibal & the Headhunters, певица отдаёт дань Артюру Рембо, поэту, более всего повлиявшему на становление её стиля; «Break It Up», написанная в соавторстве с Томом Верленом, посвящена ещё одному вдохновителю — Джиму Моррисону, а заключительная «Elegie» написана в память о Джими Хендриксe (в тексте этой композиции появляются прямые цитаты из его песен «Are You Experienced?» и «1983… (A Merman I Should Turn to Be)». «Birdland» основана на воспоминаниях Петера Райха о его отце, Вильгельме. Другие песни основываются на личном опыте Смит («Free Money») или посвящены её близким («Kimberly» написана о младшей сестре певицы, Кимберли). В музыкальном плане источниками вдохновения для альбома стали как гаражный рок и прото-панк, так и творчество таких групп, как The Doors с их склонностью к продолжительным музыкально-поэтическим импровизациям и The Velvet Underground с их авангардистским подходом к музыке и интересом к провокационным темам. Уильям Рульман из All Music Guide описал Horses как «своеобразный гибрид, нечто вроде поэта-битника, „танцующего — говоря её же [Смит] словами, — под простую рок-н-ролльную песню“» и назвал певицу «мечтой рок-критика, поэтессой, „своей“ как в гаражном роке 60-х, так и во французском символизме».

## Влияние
Horses часто называется в числе самых влиятельных и знаменитых альбомов в истории рок-музыки. В 2003 году он был включён в список «500 величайших альбомов всех времён» по версии журнала Rolling Stone под номером 44. В 1992 New Musical Express присудил ему первое место в списке «Near-As-Dam-It Perfect Initial Efforts» («20 практически идеальных дебютных альбомов»). В 2006 году он вошёл в число ста лучших альбомов по версии журнала Time. В 2011 году знаменитая обложка пластинки заняла 45-е место в списке лучших обложек альбомов всех времён по версии интернет издания MusicRadar. В 2023 году обложка альбома заняла 3-е место в списке «100 лучших обложек альбомов всех времён» по версии Billboard.
Как один из первых провозвестников панк-рока, Horses оказал влияние на многих музыкантов. Песня Siouxsie and the Banshees «Carcass» с их дебютного альбома The Scream, своего рода трибьют Патти Смит, имитирует прямолинейно-минималистичное звучание Horses. Майкл Стайп из R.E.M. заявлял, что именно творчество Патти Смит вдохновило его на занятия музыкой и рассказывал, что этот альбом «вывернул его наизнанку, разорвал его на куски и объединил обратно, поменяв их местами». Любовь к пластинке разделяли и другие пионеры джэнгл-попa, The Smiths; в частности, песня «The Hands That Rocks the Cradle» с их дебютного альбома является музыкально-лирической переработкой песни Смит «Kimberly». В 1977 году Сэмми Хагар записал кавер-версию песни «Free Money» для своего альбома Sammy Hagar. The Libertines назвали песню «The Boy Looked at Johnny» по строчке из «Land (of Thousand Dances)».
Альбом оказал существенное влияние не только на музыкальную индустрию. Образ Патти на обложке Horses поражает своей смелостью и не остался без внимания андрогинный образ певицы. Хрупкая девушка в мужском костюме, создающая контраст нежности и силы, уверенности и ранимости. Многие называют обложку Horses, самой стильной в истории панка.

## Список композиций
Первая сторона:
1. «Gloria: In Excelsis Deo/Gloria (version)» (Патти Смит, Ван Моррисон) — 5:57
2. «Redondo Beach» (Патти Смит, Ричардс Соул, Ленни Кей) — 3:26
3. «Birdland» (Патти Смит, Ричардс Соул, Ленни Кей, Иван Крал) — 9:15
4. «Free Money» (Патти Смит, Ленни Кей) — 3:52

Вторая сторона:
1. «Kimberly» (Патти Смит, Аллен Ланье, Иван Крал) — 4:27
2. «Break It Up» (Патти Смит, Том Верлен) — 4:04
3. «Land: Horses/Land of a Thousand Dances/La Mer (De)» (Патти Смит, Крис Кеннер) — 9:25
4. «Elegie»  (Патти Смит, Аллен Ланье)  — 2:57

CD бонус-трек
1. «My Generation» (Live)  (Пит Таунсенд)  — 3:16

## Участники записи
- Патти Смит — вокал, гитара
- Ленни Кей — гитара, бас-гитара, вокал
- Джей Ди Доерти — ударные
- Иван Крал — бас-гитара, вокал
- Ричард Сол — клавишные

## Чарты
| Год  | Чарт           | Позиция |
| ---- | -------------- | ------- |
| 1976 | США            | 47      |
| 2007 | Великобритания | 157     |